# Pachycheles attaragos
Pachycheles attaragos är en kräftdjursart som beskrevs av Harvey och de Santo 1997. Pachycheles attaragos ingår i släktet Pachycheles och familjen porslinskrabbor. Inga underarter finns listade i Catalogue of Life.